# مزرعة بجة درة العليا (جرغلان)
مزرعة بجة درة العلیا (بالفارسية: مزرعه بچه دره علیا) هي مستوطنة تقع في إيران في قسم جرغلان الريفي. يقدر عدد سكانها بـ 385 نسمة بحسب إحصاء 2016.